# 藤田和夫
藤田 和夫（ふじた かずお、1919年7月24日 - 2008年12月1日）は日本の地球科学者。専門は構造地質学。地形学。

## 略歴
大阪市生まれ。幼少期を兵庫県芦屋市で過ごす。京都帝国大学理学部地質・鉱物学科卒業。1961年「西南日本中央帶(瀬戸内)の中新世以降における構造発達」で京都大学理学博士。京都帝大助手をへて、1950年大阪市立大学理学部助教授、60年教授、83年定年退官、名誉教授。帝塚山大学教養部教授。

## 研究内容
主として近畿地方の活断層と地形の成因論を研究した。近畿地方に活断層が多く見られる理由を、琵琶湖の東と西とで地質構造が大きく変わる点に求め、当該地域を特別な地質構造帯として「近畿トライアングル」と名付けた。また、六甲山地の隆起史に関する研究から六甲山地における一連の地殻変動の過程を六甲変動と名付けた。この研究は、日本における実証的な山地隆起過程の研究の嚆矢である。
地学団体研究会に属しながらも、プレートテクトニクス論を拒絶することなく、グローバルな視点で日本列島の形成史を捉え得るものとして歓迎した。
第22回秩父宮記念学術賞受賞。
2008年12月1日死去。正八位から正四位に昇叙された。

## 著書
- 『日本列島砂山論』小学館〈小学館創造選書〉、1982
- 『日本の山地形成論 - 地質学と地形学の間』蒼樹書房、1983
- 『変動する日本列島』岩波新書、1985
- 『アルプス・ヒマラヤからの発想』朝日新聞社〈朝日文庫〉、1992

### 共編著
- 池辺穣・杉村新共著『地質図の書き方と読み方』 古今書院、1955
- 『古地震 歴史資料と活断層からさぐる』萩原尊礼編著,山本武彦、松田時彦、大長昭雄共著 東京大学出版会 1982
- 編著 『アジアの変動帯 - ヒマラヤと日本海溝の間』 海文堂、1984
- 『地質図の書き方と読み方』池辺穣、杉村新、小島丈児、宮田隆夫共著 古今書院 1984
- 『新地学 地球の構成と発展』藤田和夫 [ほか]共著 学術図書出版社 1985
- 『続古地震 実像と虚像』萩原尊礼 編著,山本武彦、松田時彦、大長昭雄]共著 東京大学出版会 1989
- 梅棹忠夫共編 『白頭山の青春』朝日新聞社、1995